# باربرا بالاسيوس
باربرا بالاسيوس (بالإسبانية: Bárbara Palacios Teyde) هي متسابقة ملكة الجمال ومقدمة تلفزيونية وعارضة إسبانية وفنزويلية، ولدت في 9 ديسمبر 1963 في مدريد في إسبانيا.

## وصلات خارجية
- باربرا بالاسيوس على موقع IMDb (الإنجليزية)